# Pico Lagarín
El Pico Lagarín, también conocido como Cerro Algarín o Tajo Lagarín, es un monte situado en el término municipal de El Gastor, en la provincia española de Cádiz. Esta montaña es un accidente geográfico característico del municipio y de la zona, con una silueta muy particular y que puede ser observado desde gran distancia en los alrededores. Comparte macizo con el tajo de Las Grajas.
En las inmediaciones se encuentra el Dolmen del Gigante.

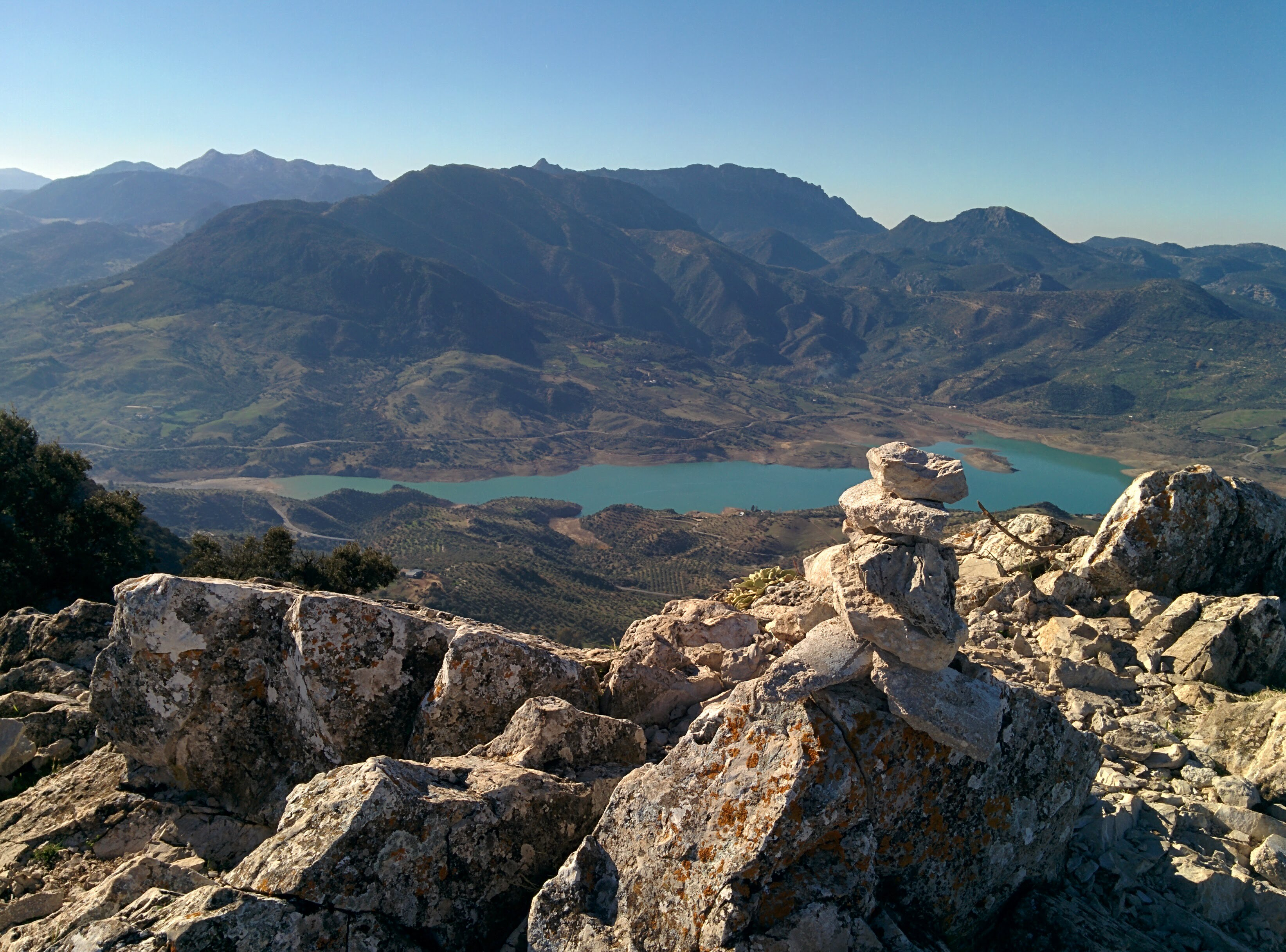
Cima del pico Lagarín en diciembre de 2017. Al fondo, la Sierra de Grazalema.

## Ascensión
Existen varios recorridos para su ascensión desde distintos puntos de la zona, pero la ruta más utilizada empieza en el pueblo de El Gastor, y sigue un sendero no señalizado en constante subida hasta la cima. 
Esta ruta está calificada como de dificultad media por la Diputación de Cádiz.